# ديلورز تسيغلر
ديلورز تسيغلر (بالإنجليزية: Delores Ziegler)‏ هي مغنية ومغنية أوبرا أمريكية، ولدت في 4 سبتمبر 1951 في أتلانتا في الولايات المتحدة.

## وصلات خارجية
- ديلورز تسيغلر على موقع IMDb (الإنجليزية)
- ديلورز تسيغلر على موقع ميوزك برينز (الإنجليزية)
- ديلورز تسيغلر على موقع أول موفي (الإنجليزية)
- ديلورز تسيغلر على موقع أول ميوزيك (الإنجليزية)
- ديلورز تسيغلر على موقع ديسكوغز (الإنجليزية)
- ديلورز تسيغلر على موقع ديسكوغز (الإنجليزية)
- ديلورز تسيغلر على موقع كينوبويسك (الروسية)